# Fünferbob

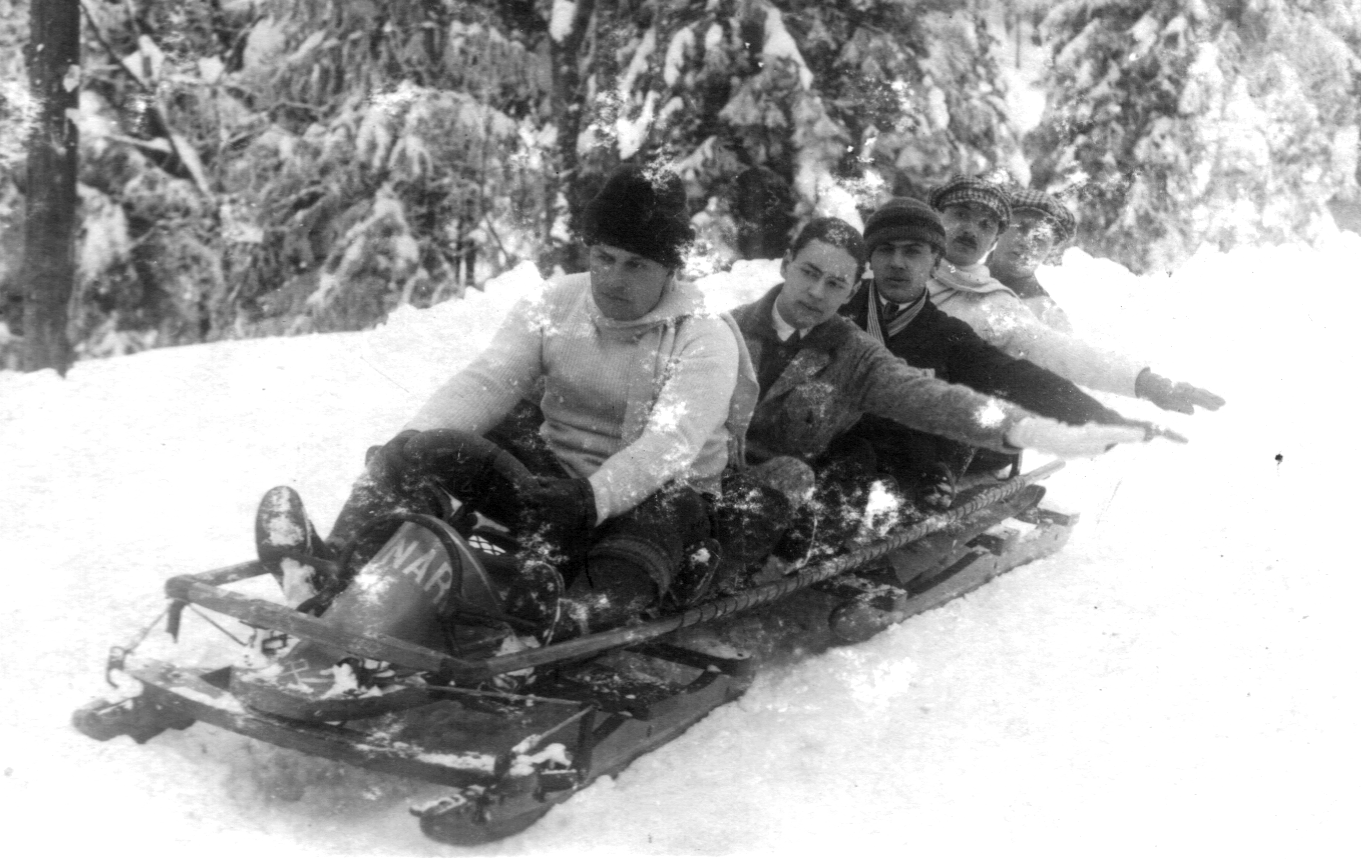
Fünferbob (1914)

Der Fünferbob war eines der bis 1931 im Bobsport üblichen Sportgeräte.
Den ersten deutschen Fünferbob konstruierte der Friedrichrodaer Bob-Pionier Carl Benzing (1869–1955) im Jahre 1901 nach Schweizer Vorbildern.
Den von ihm Schwarzer Peter genannten offenen Bob aus Stahlrohr fuhr Benzing im selben Jahr erstmals auf dem Roten Weg bei Friedrichroda.
1927 wurde der Fünferbob schon nicht mehr als eigene Disziplin geachtet. Allerdings durften bei den II. Olympischen Winterspielen in St. Moritz 1928 die Teilnehmer noch zwischen Vierer- und Fünferbobs wählen.  1931 wurde der Fünferbob abgesetzt, da das Verletzungsrisiko der Fahrer viel zu hoch war. (Im Durchschnitt war jede zweite Fahrt ein Unfall.) 1932 bei den III. Olympischen Winterspielen in Lake Placid war der Fünferbob bereits vom Zweierbob verdrängt worden.